# CD Olmedo
Centro Deportivo Olmedo ist ein ecuadorianischer Fußballverein aus Riobamba. Der Verein wurde 1919 gegründet und trägt seine Heimspiele im Estadio Olímpico de Riobamba aus, das Platz bietet für 14.400 Zuschauer. CD Olmedo wurde bisher einmal, und zwar im Jahr 2000, Fußballmeister von Ecuador und spielt nach dem Abstieg 2021 derzeit in der Serie B, der zweithöchsten Spielklasse des Landes.

## Geschichte
Der Verein CD Olmedo wurde am 11. November 1919 gegründet. Damit ist es der älteste Verein, der sich gegenwärtig in den beiden höchsten Spielklassen des ecuadorianischen Fußballs aufhält. Doch trotz seines hohen Alters kann der Klub nur eine relativ begrenzte Anzahl an Titeln aufweisen. Diese Tatsache ist allerdings bedingt dadurch, dass der Fußball in Ecuador seit der Einführung einer einheitlichen nationalen Meisterschaft im Jahre 1957 von Mannschaften aus der Hauptstadt Quito sowie aus Guayaquil bestimmt wurde. Olmedo hingegen, das in Riobamba, der Hauptstadt der Provinz Chimborazo relativ im Zentrum Ecuadors mit gut 120.000 Einwohnern, beheimatet ist, musste sich lange Zeit mit der Aktivität in der zweiten oder dritten Fußballliga von Ecuador begnügen.
Nachdem im Jahr 1994 der Aufstieg in die erste Liga erreicht wurde, gelang es dem Verein jedoch, sich in ebendieser zu etablieren. Sechs Jahre später, 2000, avancierte die Mannschaft des argentinischen Trainers Julio Asad zum Überraschungsteam der ecuadorianischen Serie A und gewann mit drei Punkten Vorsprung auf CD El Nacional die Meisterschaft des kleinen südamerikanischen Landes. Damit war Olmedo der erste Verein außerhalb von Quito und Guayaquil, dem dies gelang. Vier Jahre später schaffte es auch Deportivo Cuenca; Olmedo und Deportivo Cuenca sind bis heute die einzigen beiden Mannschaften außerhalb der beiden Fußballhauptstädte, die die Meisterschaft von Ecuador gewinnen konnten.
Durch den Meisterschaftstriumph von 2000 war Olmedo auch für die Copa Libertadores 2001 startberechtigt. In der Gruppenphase Gruppe 7 belegte man jedoch nur den letzten Rang hinter CD Cruz Azul aus Mexiko, AD São Caetano aus Brasilien sowie Defensor Sporting aus Uruguay und schied aus. Im Jahr darauf war man erneut für die Copa Libertadores qualifiziert und überstand sogar überraschend die Gruppenphase als Zweiter der Gruppe 4 zwar hinter América de Cali aus Kolumbien, jedoch vor Club Bolívar aus Bolivien und dem brasilianischen Vertreter Athletico Paranaense. Relativ deutlich unterlag man dann allerdings im Achtelfinale dem mexikanischen Team von Monarcas Morelia, wo bereits das Hinspiel in Riobamba mit 0:5 klar verloren ging. Schließlich zog man auch in Mexiko mit 2:3 den Kürzeren und schied aus. 
Parallel zur erfolgreichsten Copa-Libertadores-Saison der Vereinsgeschichte folgte allerdings auf nationaler Ebene nur zwei Jahre nach der Meisterschaft der Abstieg in die zweite Liga. Im Folgejahr gelang dann aber die Meisterschaft in der Serie B und damit verbunden der direkte Wiederaufstieg. 2005 und 2008 nahm man noch zwei weitere Male an der Copa Libertadores teil, schied aber bereits in der Gruppenphase beziehungsweise in der Qualifikation aus. Auch in der Copa Sudamericana 2007 kam das Aus frühzeitig.
Die Mannschaft von CD Olmedo musste 2013 in der zweiten ecuadorianischen Fußballliga spielen, nachdem man in der Serie A 2012 als Tabellenletzter abgestiegen war. Der Verein schaffte aber als Meister den direkten Wiederaufstieg und spielte in der Spielzeit 2014 wieder in der ersten Liga. Dort konnte Olmedo nicht die Klasse halten und stieg erneut in die zweite Liga ab. In der Saison 2018 konnte Olmedo wieder in die erste Liga aufsteigen. 2021 stieg der Verein als Tabellenletzter wieder in die Zweitklassigkeit ab. Wegen finanzieller Schwierigkeiten wurden Olmedo zusätzlich 3 Punkte abgezogen.

## Rivalitäten
Große Rivalität besteht zu CSD Macará aus Ambato, Provinz Tungurahua. Die beiden Teams messen sich im Clásico Interandino.

## Erfolge
- Ecuadorianische Meisterschaft: 1× (2000)

- Serie B: 3× (1994, 2003, 2013)

- Teilnahme an der Copa Libertadores: 4×

2001: Gruppenphase
2002: Achtelfinale
2005: Gruppenphase
2008: Qualifikation
- Teilnahme an der Copa Sudamericana: 1×

2007: zweite Qualifikationsrunde

## Spieler
- José Luis Perlaza (2000–2009)
- Óscar Bagüí (2003–2007)

## Trainer
- Julio Asad (2000–2001)